# Sự cương lên
Sự cương lên (tiếng Anh: Tumescence) là trạng thái bị cương hoặc phồng lên. Sự cương lên thường đề cập đến tình trạng ứ máu (engorgement) bình thường với máu (làm sung huyết mạch) của mô cương (erectile tissue), đánh dấu kích thích tình dục và khả năng sẵn sàng cho hoạt động tình dục. Các cơ quan tình dục cương lên ở nam giới là dương vật và ở phụ nữ là âm vật. Sự xìu xuống (Detumescence) là sự đảo ngược của quá trình này, khi máu rời khỏi mô cương, trở lại trạng thái nhũn (mềm:flaccid) lại .